# Antonio McDyess
Antonio Keithflen McDyess (Quitman, Misisipi, 7 de septiembre de 1974) es un exjugador de baloncesto estadounidense que disputó 15 temporadas en la NBA. Con 2,06 metros de estatura jugaba en la posición de ala-pívot.

## Carrera

### Universidad
McDyess jugó al baloncesto dos temporadas con los Crimson Tide de la Universidad de Alabama.

### Profesional
En el Draft de 1995 fue seleccionado por Los Angeles Clippers en la segunda posición, y traspasado a Denver Nuggets por Rodney Rogers y una ronda de draft que resultó ser Brent Barry. Su explosivo salto y su habilidad para machacar el aro le permitió promediar 17.8 puntos por partido y 8.8 rebotes en sus primeras seis campañas en la liga. En 1997, antes de su tercer año, fue traspasado a Phoenix Suns y a la temporada siguiente regresó a las Nuggets como agente libre. En 2000 fue seleccionado para disputar con su selección los Juegos Olímpicos de Sídney 2000. 
A principios de la temporada 2001-02, McDyess sufrió una seria lesión de rodilla que le apartó de las canchas durante toda la campaña. Luchó por volver a jugar tras la lesión, pero las continuas recaídas le dejaron en el dique seco durante las siguientes temporadas. Fue traspasado a New York Knicks por Marcus Camby y una ronda de draft en junio de 2002. El 8 de octubre, se lesionó de nuevo la rodilla y tuvo que pasar por quirófano. Por lo que se perdió toda la 2002-03.
Ya en la 2003-04, en enero de 2004, fue traspasado a Phoenix Suns, tras únicamente 18 encuentros con los Knicks en casi dos años.
Finalmente, ya recuperado, en verano de 2004 firmó por Detroit Pistons. En su primera temporada en el equipo se convirtió en un excepcional sexto hombre, promediando 9.6 puntos por partido y 6.3 rebotes en 23.3 minutos de juego.
Tras cuatro temporadas en Detroit, el 3 de noviembre de 2008 fue traspasado a Denver Nuggets junto con Chauncey Billups y Cheikh Samb a cambio de Allen Iverson. Su inclusión en el traspaso fue por motivo económico, así que los Nuggets rechazaron su contrato. Tuvo que esperar los 30 días que la liga determina, antes de poder volver a unirse a las filas de los Pistons, el 9 de diciembre. En postemporada, el 26 de abril de 2009, consiguió su récord de anotación en playoffs con un doble-doble de 26 puntos y 10 rebotes ante Cleveland Cavaliers.
El 8 de julio de 2009, como agente libre, firmó un contrato por tres años con San Antonio Spurs. Pasó sus dos últimas temporadas como pívot titular de los Spurs, junto a Tim Duncan.

### Retirada
El 19 de diciembre de 2011, anunció su retirada de la NBA, tras 15 temporadas.

## Estadísticas de su carrera en la NBA

### Temporada regular
| Año      | Equipo      | PJ   | PT  | MPP  | %TC  | %3P  | %TL  | RPP  | APP | ROB | TPP | PPP  |
| -------- | ----------- | ---- | --- | ---- | ---- | ---- | ---- | ---- | --- | --- | --- | ---- |
| 1995–96  | Denver      | 76   | 75  | 30.0 | .485 | .000 | .683 | 7.5  | 1.0 | .7  | 1.5 | 13.4 |
| 1996–97  | Denver      | 74   | 73  | 34.7 | .463 | .171 | .708 | 7.3  | 1.4 | .8  | 1.7 | 18.3 |
| 1997–98  | Phoenix     | 81   | 81  | 30.1 | .536 | .000 | .702 | 7.6  | 1.3 | 1.2 | 1.7 | 15.1 |
| 1998–99  | Denver      | 50   | 50  | 38.7 | .471 | .111 | .680 | 10.7 | 1.6 | 1.5 | 2.3 | 21.2 |
| 1999–00  | Denver      | 81   | 81  | 33.3 | .507 | .000 | .626 | 8.5  | 2.0 | .9  | 1.7 | 19.1 |
| 2000–01  | Denver      | 70   | 70  | 36.5 | .495 | .000 | .700 | 12.1 | 2.1 | .6  | 1.5 | 20.8 |
| 2001–02  | Denver      | 10   | 10  | 23.6 | .573 | .000 | .818 | 5.5  | 1.8 | 1.0 | .8  | 11.3 |
| 2003–04  | New York    | 18   | 6   | 23.4 | .458 | .000 | .579 | 6.6  | 1.1 | .7  | .6  | 8.4  |
| 2003–04  | Phoenix     | 24   | 14  | 21.1 | .484 | .000 | .516 | 5.8  | .7  | 1.0 | .5  | 5.8  |
| 2004–05  | Detroit     | 77   | 8   | 23.3 | .513 | .000 | .656 | 6.3  | .9  | .6  | .7  | 9.6  |
| 2005–06  | Detroit     | 82   | 0   | 21.1 | .509 | .000 | .557 | 5.3  | 1.1 | .6  | .6  | 7.8  |
| 2006–07  | Detroit     | 82   | 3   | 21.1 | .526 | .000 | .691 | 6.0  | .9  | .7  | .8  | 8.1  |
| 2007–08  | Detroit     | 78   | 78  | 29.3 | .488 | .000 | .622 | 8.5  | 1.1 | .8  | .7  | 8.8  |
| 2008–09  | Detroit     | 62   | 30  | 30.1 | .510 | .000 | .698 | 9.8  | 1.3 | .7  | .8  | 9.6  |
| 2009–10  | San Antonio | 77   | 50  | 21.0 | .479 | .000 | .632 | 5.9  | 1.1 | .6  | .4  | 5.8  |
| 2010–11  | San Antonio | 73   | 16  | 19.0 | .491 | .000 | .675 | 5.4  | 1.2 | .5  | .5  | 5.3  |
| Total    | Total       | 1015 | 645 | 27.6 | .497 | .117 | .670 | 7.5  | 1.3 | .8  | 1.1 | 12.0 |
| All-Star | All-Star    | 1    | 0   | 15.0 | .444 | .000 | .000 | 8.0  | 2.0 | 1.0 | .0  | 8.0  |

### Playoffs
| Año   | Equipo      | PJ  | PT | MPP  | %TC  | %3P  | %TL   | RPP  | APP | ROB | TPP | PPP  |
| ----- | ----------- | --- | -- | ---- | ---- | ---- | ----- | ---- | --- | --- | --- | ---- |
| 1998  | Phoenix     | 4   | 4  | 36.8 | .477 | .000 | .643  | 13.3 | 1.0 | .5  | 1.5 | 17.8 |
| 2005  | Detroit     | 25  | 0  | 19.8 | .486 | .000 | .694  | 5.9  | .8  | .6  | .9  | 8.0  |
| 2006  | Detroit     | 18  | 0  | 20.6 | .559 | .000 | .548  | 6.1  | .6  | .4  | .7  | 7.6  |
| 2007  | Detroit     | 16  | 0  | 22.1 | .349 | .000 | .731  | 7.1  | 1.1 | .7  | .9  | 5.8  |
| 2008  | Detroit     | 17  | 11 | 27.5 | .538 | .000 | .821  | 7.4  | .9  | .6  | .5  | 8.9  |
| 2009  | Detroit     | 4   | 4  | 34.0 | .523 | .000 | 1.000 | 8.5  | .5  | .5  | .8  | 13.0 |
| 2010  | San Antonio | 10  | 10 | 24.7 | .532 | .000 | 1.000 | 6.8  | 1.2 | .2  | .7  | 6.8  |
| 2011  | San Antonio | 6   | 6  | 24.2 | .417 | .000 | .571  | 5.0  | 1.3 | .3  | .8  | 5.7  |
| Total | Total       | 100 | 35 | 23.6 | .487 | .000 | .689  | 6.8  | .9  | .5  | .8  | 8.1  |